# Daniel Domínguez
Daniel Dominguez Barragan, nacido el 16 de junio de 1985 en Granada, es un ciclista español. Debutó en 2009 de la mano del equipo ucraniano ISD-Sport Donetsk. Ha corrido en equipos de Rumanía, China, Alemania, Bélgica, Dinamarca y en 2015 en el equipo Movistar Team Ecuador.

## Palmarés
- Aún no ha conseguido ninguna victoria como profesional

## Equipos
- ISD-Sport Donetsk-Continental Team (20.07.2009-31.12.2009)
- Tusnad Cycling Team (01.08.2011-31.12.2011)
- Team NSP-Ghost (2012)
- Doltcini-Flanders (2013)
- Andalucía  (Amateur) (20.03.2014-24.07.19)
- Christina Watches-Kuma (25.07.2014-31.12.2014)
- Movistar Team Ecuador (2015-04.2016)
- Guerciotti–Redondela (Amateur) (05.2016-09.2016)
- Hy Sport-Look Continental (10.2016-12.2016)
- Keyi Look Cycling Team (07.2017-12.2017)
- Bicicletas Arístides (Amateur) (2018)
- Kunbao Sport Continental Cycling Team (10.2019-12.2019)